# Neptis lativittata
Neptis lativittata är en fjärilsart som beskrevs av Embrik Strand 1909. Neptis lativittata ingår i släktet Neptis och familjen praktfjärilar. Inga underarter finns listade i Catalogue of Life.